# La Turbie
La Turbie (in Italian "Turbia" from tropea, Latin for trophy) là một xã ở tỉnh Alpes-Maritimes, vùng Provence-Alpes-Côte d’Azur ở đông nam nước Pháp.